# 시인의 방
《시인의 방》은 문화재청과 한국문화재재단이 이브이알스튜디오/(EVR STUDIO)와 함께 우리 문화유산을 알리고자 만든 가상현실(VR) 영화이다.

## 시놉시스
문학을 사랑하고 시를 즐겨 쓰던 한 시인에 대한 이야기다. 그 시인의 이름은 윤동주, 한국의 암흑기가 채 끝나기 전에 별이 되어, 짧은 생 내내 바랐던 염원이 이루어지는 순간을 목도하지 못했던 비극적인 시인이기도 하다. 우리는 윤동주의 일생이 담긴 그의 시를 통해 당대를 이해하고자 이 작품을 기획했다. 비록 그의 마지막은 참담한 죽음이었지만, 꿈이라는 설정을 활용해 윤동주의 바람을 대신 이루어 주면서 그의 숭고한 희생을 기렸다. 관객이 직접 윤동주의 친필 원고를 열면, 그의 인생이 시와 함께 낭송된다. 경성으로 향하던 기차가 바다를 건너는 것은 동주가 문학 공부에 대한 기대를 품고 경성에 갔으나, 바다 건너 타국의 감옥에서 결국 돌아오지 못했음을 의미한다. 각 시에 맞게 재생되는 추억의 조각들은 과거에 대한 회상이며, 작은방에서 시작되는 그의 꿈은 무섭고도 현실적인 미래를 보여준다. 하지만 동주의 꿈속 이야기는 마침내 겨울이 지나 그가 꿈꾸던 봄이 찾아온 세상으로 끝을 맺고, 관객은 동주와 함께 셀 수 없이 많은 별이 빛나는 밤하늘을 난다.

## 나레이션
- 윤동주(나레이션: 이상윤)
- 송몽규(나레이션: 유호환)
- 정병욱(나레이션: 윤동기)
- 병욱의 어머니(나레이션: 전숙경)
- 여학생(나레이션: 나지형)

## 제작 정보
- 감독: 구범석
- 기술 감독: 강원철
- 프로듀서: 양정웅
- 음악: 장용진
- 각본: 구범석
- 제작투자: 문화재청, 한국문화재재단
- 제작: EVR스튜디오, 날다팩토리
- 캐릭터 디자인: 이영운
- 애니메이션:이건우
- 사운드디자인:홍성규(RECORD FACTORY)
- 캘리그라피:윤용기
- 제작 기간: 2021/06/30 ~2021/11
- 제작사: 이브이알스튜디오 (EVR STUDIO)
- 배급사: 문화재청, 한국문화재재단
- 상영일: 2022 베니스 국제 영화제 이머시브 경쟁 부문 초청작[2]
- 화면 비: VR 인터랙티브 영화
- 상영시간: 23분

## 영상
- 티저영상 - 유튜브
- 예고편 - 유튜브
- 감독 인터뷰 - 유튜브

## 수상 및 후보내역
- 제79회 베니스 국제영화제,이머시브 경쟁 부문 (초청작)